# Ana-Tasmetum-taclaque
Ana-Tasmetum-taclaque (em acádio: Ana-Tašmētum-taklāk ou Ana-Tašmētu-taklak) foi uma rainha do Império Neoassírio. Ela é conhecida apenas por uma única inscrição fragmentária e ainda não foi possível identificar com segurança qual rei era seu marido. Ela é a única rainha neoassíria conhecida pelo nome cujo marido e datas são desconhecidos. Embora várias identificações tenham sido propostas, a hipótese com menos problemas é que ela era a esposa de um dos últimos reis assírios, Assuretililani (r. 631–627 a.C.) ou Sinsariscum (r. 627–612 a.C.)

## Inscrição
Ana-Tasmetum-taclaque é conhecida apenas por uma inscrição em um vaso de calcário queimado de Nínive ou da vizinha Tarbisu. Uma origem em Nínive é mais provável. A embarcação, com a designação 55-12-5, 252, no Museu Britânico, é um prato raso feito para algum propósito específico, embora desconhecido. A inscrição percorre a parte superior, na borda plana do aro. Não está claro se a inscrição está completa (e, portanto, apenas uma marca de propriedade da embarcação) ou se é apenas fragmentária e anteriormente mais longa, pois apenas cerca de metade da circunferência da embarcação é preservada. A inscrição foi examinada e identificada pela primeira vez como registro de uma rainha assíria anteriormente desconhecida por Irving Finkel em 2000 durante um projeto de edição e compilação de inscrições cuneiformes para um estudo sobre vasos de pedra assírios por Julian E. Reade e Ann Searight.
A inscrição no vaso de pedra diz:
| “ | [šá (?) fa-na dtaš]-me-tu4-[tak]-lak mí.é.gal. | ” |

Traduzido para o português:
| “ | [Pertencente a(?) Ana-Taš]mētum-taklāk, a Rainha. | ” |

| “ | [šá (?) fa-na dtaš]-me-tu4-[tak]-lak mí.é.gal | ” |

## Identificação
Ainda não foi possível identificar qual rei era o marido de Ana-Tasmetum-taclaque e ela é a única rainha neoassíria conhecida pelo nome cujo marido e datas são desconhecidos. Como suas inscrições são de Nínive ou Tarbisu, ela deve ter estado ativa no ou após o reinado de Senaqueribe (r. 705–681 a.C.); foi somente em seu reinado que Nínive se tornou a capital do império e Tarbisu foi feita a residência do príncipe herdeiro. Ela tem sido sugerida por diferentes autores como sendo a esposa de todos os reis durante o período em que Nínive era a capital. As hipóteses originais de Finkel incluíam ela sendo a rainha de Sargão II (r. 722–705 a.C.), Assaradão (r. 681–669 a.C.), Assurbanípal (r. 669–631 a.C.), Assuretililani (r. 631–627 a.C.) ou Sinsariscum (r. 627–612 a.C.).
Uma possibilidade frequentamente sugerida é que Ana-Tasmetum-taclaque foi a rainha de Assuretililani ou Sinsariscum e, como tal, uma das últimas rainhas assírias. Sabe-se que tanto Assuretililani quanto Sinsariscum eram casados, pois as rainhas são atestadas para ambos em documentos administrativos, embora nenhuma inscrição conhecida preserve seus nomes.

### Hipóteses problemáticas
- Rainha de Sargão II: identificar Ana-Tasmetum-taclaque como rainha de Sargão II significa que ela teria sido sua segunda esposa (casada com ele antes ou depois de Atalia) e mãe de Senaqueribe, e que assim ela viveu em Nínive após a morte de seu marido.[3][6][7] Esta hipótese é problemática por três razões. Em primeiro lugar, é provável que a posição de rainha não tenha sido mantida após a morte do rei.[9] Em segundo lugar, Senaqueribe em uma inscrição descoberta em 2014 identificou explicitamente sua mãe pelo nome Ra'īmâ.[10] Em terceiro lugar, se ela tivesse sido a mãe de Senaqueribe, ela teria sido apropriadamente intitulada como ummi šari ("Mãe do Rei"), um título atestado pela primeira vez no reinado de Senaqueribe,[9] não pelo título normal da rainha ("Mulher do Palácio").
- Rainha de Senaqueribe: é possível que Ana-Tasmetum-taclaque tenha sido a primeira esposa de Senaqueribe, talvez casada com ele antes de sua esposa mais atestada Tasmetu-Sarrate, e mãe de seus filhos mais velhos.[7] É notoriamente difícil reconstruir a cronologia e o número de relacionamentos de Senaqueribe; ele é conhecido por ter tido pelo menos duas consortes; Tasmetu-Sarrate (que é atestada como rainha com certeza por volta de 694 a.C.) e Naquia, que era a mãe do sucessor de Senaqueribe, Assaradão (nascido em c. 713 a.C.) e foi proeminente em seu reinado (indicando ela estava viva durante todo o reinado de Senaqueribe), mas pode não ter realmente o título de rainha. Alguns sugeriram que havia uma terceira consorte de Senaqueribe, já que uma estela de Assur nomeia outra mulher de Senaqueribe cujo nome, embora mutilado, pode não ser reconstruível como Tasmetu-Sarrate ou Naquia. Tem sido sugerido que esta estela foi mutilada no reinado de Assaradão e que esta mulher era a mãe do filho e assassino de Senaqueribe, Arda-Mulissu. No entanto, os fragmentos que restam não preservam nenhum título e os vestígios não parecem permitir a reconstrução da palavra para "rainha" (mí.é.gal).[11]
- Rainha de Assaradão: identificar Ana-Tasmetum-taclaque como rainha de Assaradão significa que ela teria sido sua segunda esposa, casada com ele após a morte de sua primeira esposa Esar-Hamate.[3][6] Embora a proveniência do vaso de pedra pudesse apoiar a associação com Assaradão,[4] evidências documentais sugerem que Assaradão não se casou novamente após a morte de Esar-Hamate em 672 a.C. e que a Assíria ficou sem rainha nos últimos quatro anos de seu reinado; listas de funcionários da corte real após 672 a.C. incluem vários funcionários empregados pela "Mãe da Rainha" (Naquia) e pelo príncipe herdeiro (Assurbanípal), mas nenhum empregado pela rainha. É mais provável que os deveres e responsabilidades da rainha tenham sido tratados pela mãe de Assaradão durante esse período.[12]
- Rainha de Assurbanípal: identificar Ana-Tasmetum-taclaque como rainha de Assurbanípal significa que ela teria sido sua primeira ou segunda esposa (casada com ele antes ou depois de Libali-Sarrate).[3][6] Identificá-la como rainha de Assurbanípal é problemático, uma vez que Libali-Sarrate é considerada sua única rainha e mãe de seus filhos mais proeminentes.[13] Libali-Sarrate foi casada com Assurbanípal antes de se tornar rei, talvez em 672 a.C.,[12] e aparece em obras de arte de 653 a.C.[14][15] Assuretililani, filho e sucessor de Assurbanípal, era adulto na época de sua ascensão em 631 a.C. e pode ter sido nomeado herdeiro já em 660 a.C.[16] Se Assuretililani era filho de Libali-Sarrate, Libali-Sarrate estava viva no momento da morte de Assurbanípal e mais tarde também desde que documentos de seu reinado mencionam a "Mãe do Rei".[8]